# Familia Beras
La familia Beras es una destacada familia dominicana con raíces en Andalucía y Extremadura. Los Beras, que formaron parte de la élite hatera y latifundista que dominó la Primera República Dominicana, han tendido a concentrarse en el este del país, sobre todo en El Seibo y, posteriormente, en La Romana. Los portadores del apellido en ocasiones llevan una versión compuesta del mismo, siendo Beras-Goico la variante más extendida.

## Historia
La rama dominicana de la familia fue fundada por Juan de Vera y Diago de Velásquez, natural de Úbeda (Jaén), quien casó con Gertrudis del Castillo y Saavedra, hija del capitán Pedro del Castillo Baca y Ana de Saavedra.
Gertrudis del Castillo era nieta de Damián del Castillo y Cereceda, gobernador interino de Puerto Rico y adelantado de Santo Domingo, además de alcaide de la Fortaleza Ozama. El maestre de campo Damián de Castillo Baca, tío de Gertrudis, se distinguió durante el asedio de Santo Domingo de 1655, donde las fuerzas españolas, lideradas por el conde de Peñalva, lograron defender la plaza frente al ataque inglés de William Penn y Robert Venables.
Los Beras posteriormente se establecieron en el Cibao, emparentando con los Morell de Santa Cruz. Los Morell, extintos en la República Dominicana desde 1917, pasaron a Cuba a inicios del siglo XIX. Esto debe enmarcarse dentro de un fenómeno generalizado en la élite dominicana, que, empezando con la Era de Francia e intensificándose tras la ocupación haitiana, emigró en grandes números.

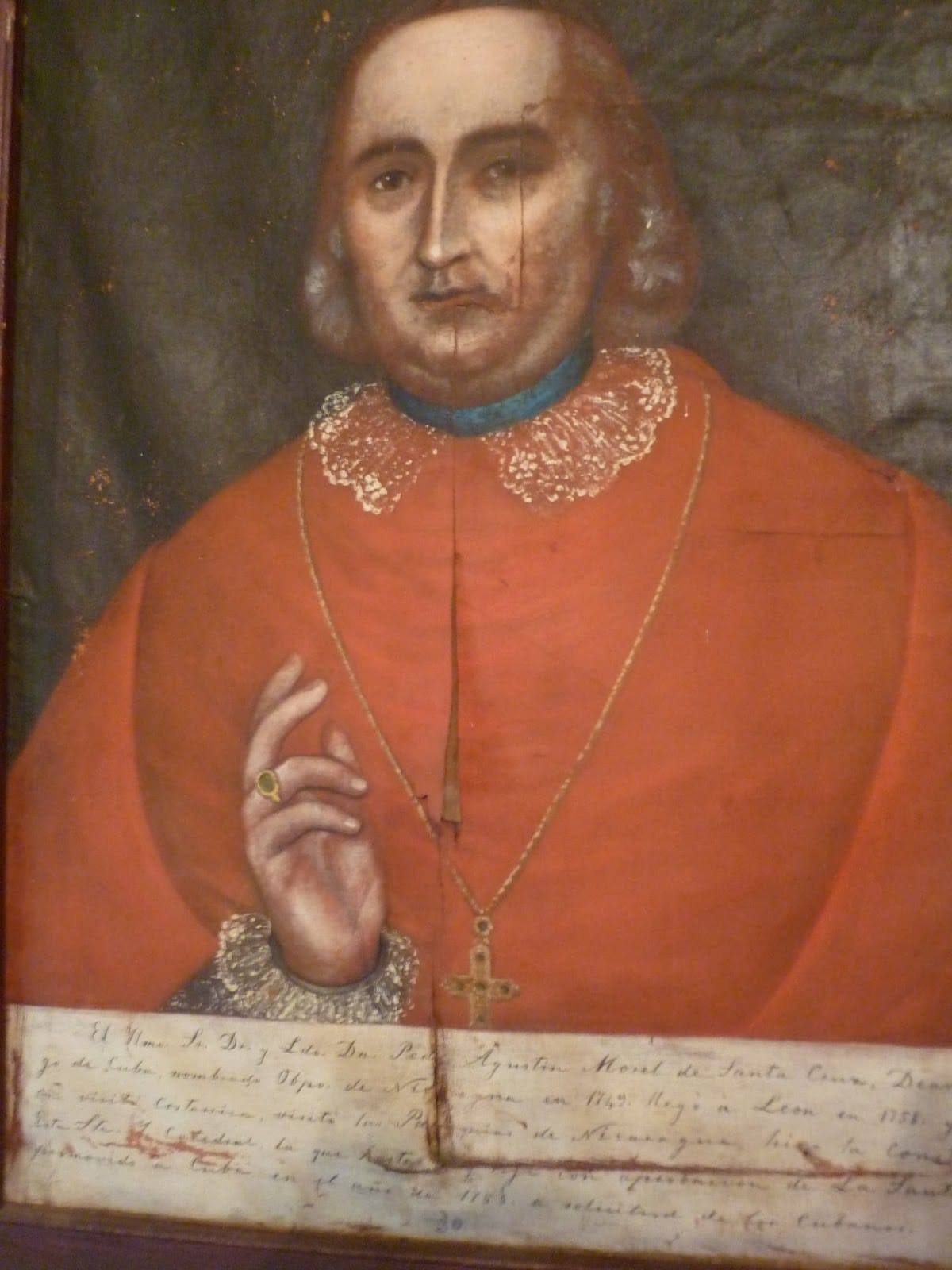
Pedro Agustín Morell de Santa Cruz y Lora

En 1822, la invasión del presidente haitiano Jean-Pierre Boyer conllevó el exilio de los criollos de la franja occidental, que se refugiaron tanto en el este de Santo Domingo como en otras posesiones españolas.
Los Beras, por su parte, se asentaron en Santiago de los Caballeros, para luego pasar a El Seibo, donde formaron parte de la clase dirigente local, de tendencia conservadora, antihaitiana, escéptica frente a la independencia y partidaria de la reincorporación de Santo Domingo a España. Esto supuso la adhesión al bando del marqués de Las Carreras, ancestro colateral de la mayor parte de los Beras actuales. Con la fusión liberal-conservadora tras la consolidación de la República, los Beras pasarían a dedicarse de lleno a la industria azucarera.

## Figuras destacadas
- Freddy Beras-Goico, humorista y escritor
- Octavio Antonio Beras y Rojas, arzobispo metropolitano de Santo Domingo y primer cardenal dominicano
- Andrés Beras y Trinidad, comisario especial del Gobierno y gobernador de El Seibo
- Andrés Beras y Zorrilla, hacendado, general del Ejército, gobernador de El Seibo y diputado constituyente en 1917
- Almanzor Beras y de Castro, abogado, alcalde de La Romana, diputado, firmante de las Constituciones de 1934 y 1942
- Francisco Elpidio Beras, historiador, profesor y abogado
- Ivonne Beras, presentadora y actriz